# Чарлс Грийли Абът
Чарлс Грийли Абът (на английски: Charles Greeley Abbot) е американски астрофизик, дългогодишен директор на Смитсъновата астрофизическа обсерватория (1906 – 1944). Той изследва слънчевата радиация и нейното въздействие върху климата на Земята.

## Биография
Роден е на 31 май 1872 година в Уилтън, Ню Хампшър, САЩ, най-младия от четирите деца в семейството на фермери. На 13-годишна възраст напуска училище, за да стане дърводелец. Две години по-късно се връща в гимназията. През 1895 получава магистърска степен в Масачузетския технологичен институт, след което е асистент на първия директор на Смитсъновата обсерватория Самюъл Пиърпойнт Лангли. Двамата изготвят подробни карти на инфрачервения спектър на Слънцето и изчисляват т.нар. слънчева константа.
В резултат на наблюдения на времето, Абът предлага хипотезата, че интензивността на слънчевата радиация варира значително и това има реално отражение върху климата на Земята. В продължение на десетилетия той се опитва да убеди научната общност в правотата си, но теорията му е опровергана от данните, получени от сателитни наблюдения, при които данните не са повлияни от метеорологичните условия.
И след пенсионирането си през 1944 г. Абът продължава да защитава своята теория.
Умира на 17 декември 1973 година в Ривърдейл, Мериленд, на 101-годишна възраст.